# THE SEVEN SEAS
「THE SEVEN SEAS」（ザ・セブン・シーズ）は、THE BAWDIESの8作目のシングル。2013年11月20日にビクターエンタテインメントから発売された。
初回限定盤はオリジナル絵本付き。

## 収録曲

### CD
1. THE SEVEN SEAS
（作詞・作曲：ROY）
  - ペンタックス「PENTAX Q7」CMソング。
  - 全国ツアー「1-2-3 TOUR 2013」中に制作された楽曲。ツアー期間中にROYの頭の中でThe Byrdsのような曲が流れており、サウンドはその時代を再現した。そこでMARCYが現代的なダンスビートのリズムを取り入れることによって、フォーク調から現代音楽にしている[1]。
2. 1-2-5
（作詞・作曲：Bob Burgess, Peter Jurgen）
  - 原曲はカナダのThe Hauntedが1966年にリリースした同名曲。THE BAWDIESのルーツの一つであるガレージが一般に浸透していないことから、ロックンロール同様伝えていかなければならないと思い収録した[1]。甲本ヒロトがブルースハープで参加している。甲本にはレコーディング当日まで楽曲の連絡を取らなかったが、最初のテイクでメンバーが感動し、甲本から「これでいい?」と聞かれメンバーはただ「最高です」としか言うことができず、冗談交じりで「じゃあもうやらないよ」と言い、滞在時間が30分もないまま帰って行った。アルバム「1-2-3」との関連性はない[2]。
3. MUSIC IS MY HOME
（作詞・作曲：ROY）
  - 口笛はTAXMANによるもの[1]で、「THE SEVEN SEAS」を制作中に聴いていたOtis Reddingの「(Sittin' on) The Dock of the Bay」に収録されている口笛からインスパイアされた[2]。

### 7inch
1. THE SEVEN SEAS
2. 1-2-5